# Église Saint-Christophe de Reuilly
L'église Saint-Christophe de Reuilly est un édifice catholique qui se dresse sur le territoire de la commune française de Reuilly, dans le département l'Eure, en région Normandie. Elle date en grande partie des Xe et XIe siècles, après datation au carbone 14.
L'église est inscrite aux monuments historiques.

## Localisation
L'église se trouve à l'écart et au nord-ouest du centre du village, sur le flanc d'un petit vallon qui descend vers l'Eure, dans le département français de l'Eure. Orientée vers le sud-est, elle est entourée du cimetière communal. La porte principale au nord-ouest se trouve à quelques mètres de la forte pente vers le ru qui coule en contrebas.

## Historique
Connue dès l'origine sous le vocable de saint Christophe, patron des voyageurs, les techniques d'édification remontent au Xe et XIe siècles, alors que l'église n'est mentionnée qu'à partir du XIe siècle. Sa situation à l'écart du village peut laisser supposer une construction réalisée sur un site religieux plus ancien, du type fanum gaulois, sanctuaire ou nécropole gallo-romain. L'emplacement de l'édifice correspond également à celui d'un gué, sur le ru qui coule en contrebas, passage d'une très ancienne voie de communication et étape sur l'un des chemins du pèlerinage de Saint-Jacques-de-Compostelle, situé à environ une journée de marche du gué sur la Seine situé à Gaillon. Selon Lucien Musset, elle constitue « l’exemple le plus parfait et le plus instructif d’une forme d’architecture qui a tenu une grande place au niveau des sanctuaires ruraux au milieu du XIe siècle ». Cependant des études plus récentes montrent que l'église est encore plus ancienne puisqu'elle a pu être datée en partie du Xe siècle.
Un petit mausolée, dans le cimetière environnant, est la dernière demeure d'un général de l'empire napoléonien, le marquis Armand d'Hautpoul, décédé le 13 mars 1852.

## Description
L'église, de plan simple, est composée d'une nef prolongée d'un chœur en retrait, à chevet plat. L'appareillage en pierre meulière, avec chaînage d'angle en pierre de taille, laisse apparaître une disposition en arête-de-poisson, notamment sur la partie inférieure des murs du chœur. La charpente à deux pans, à niveaux différents entre la nef et le chœur, couverte en tuiles plates, est surmontée d'un clocheton central recouvert d'ardoise, avec flèche polygonale aux arêtes incurvées. Les petites baies latérales, en plein cintre et non ébrasées, sont disposées à différentes hauteurs ; celle du chevet est rebouchée, se trouvant derrière le retable depuis le XVIe siècle. Deux des baies de la façade sud, plus importantes, sont en arc brisé, laissant supposer un percement ou une modification plus tardif. Sur cette façade, une sacristie est ajoutée par la suite, reliée au chœur par la porte latérale, qui servait, jusqu'au XVIe siècle, d'accès pour les nobles de la commune. Le portail ouest est précédé d'un balet en brique de type ouvert.

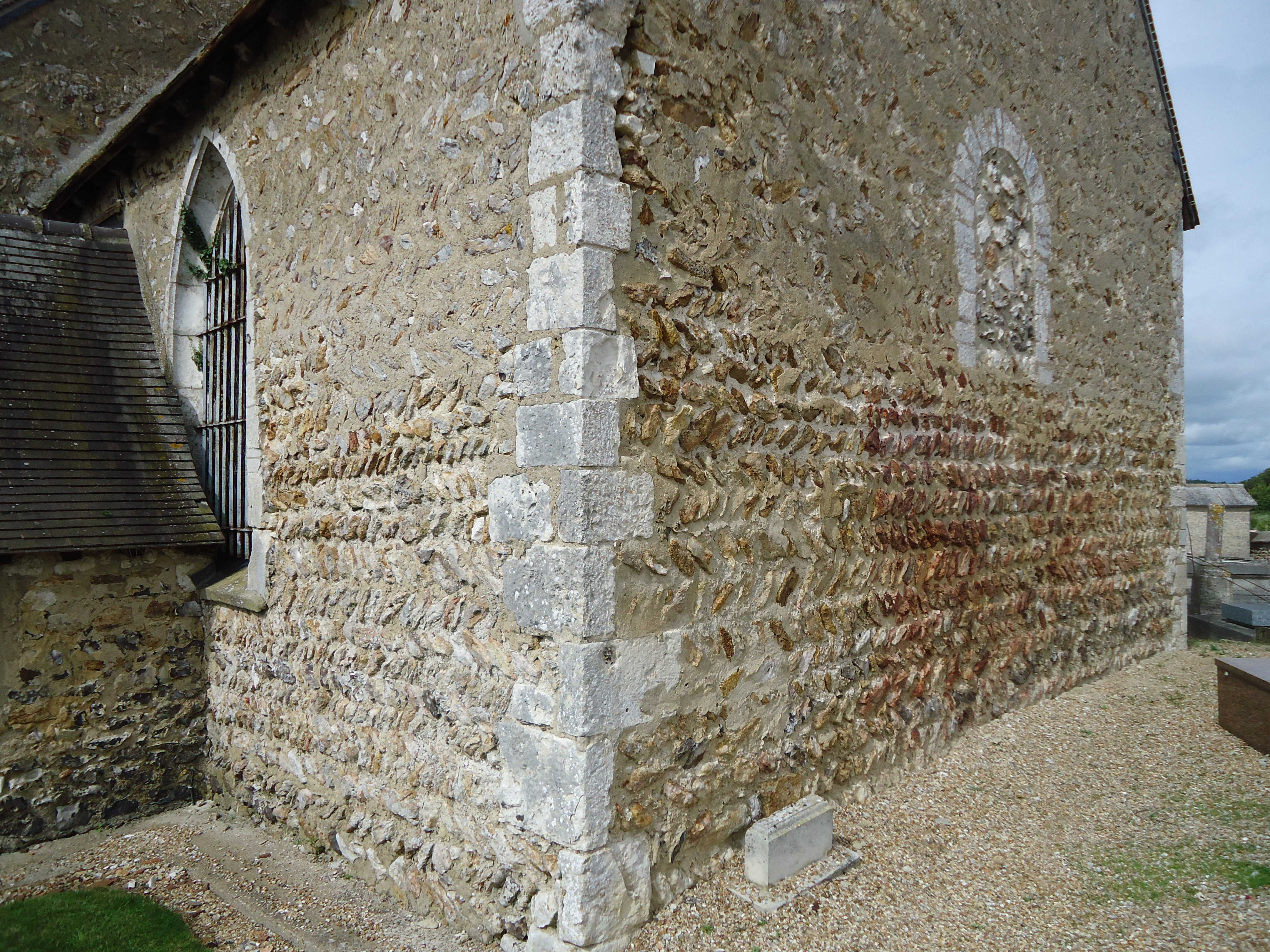
Le détail de l'appareil en arête-de-poisson.
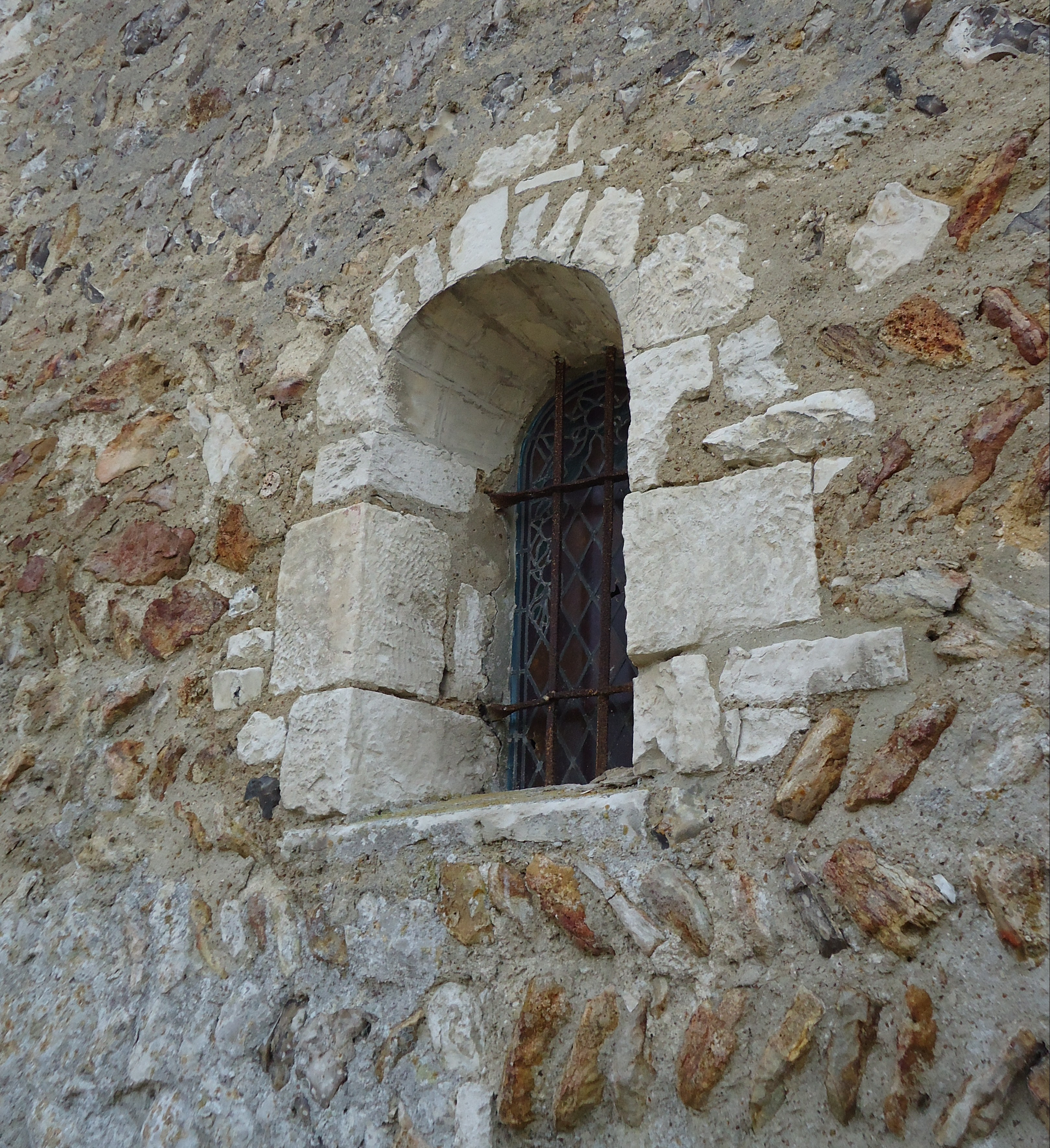
Une petite baie romane.
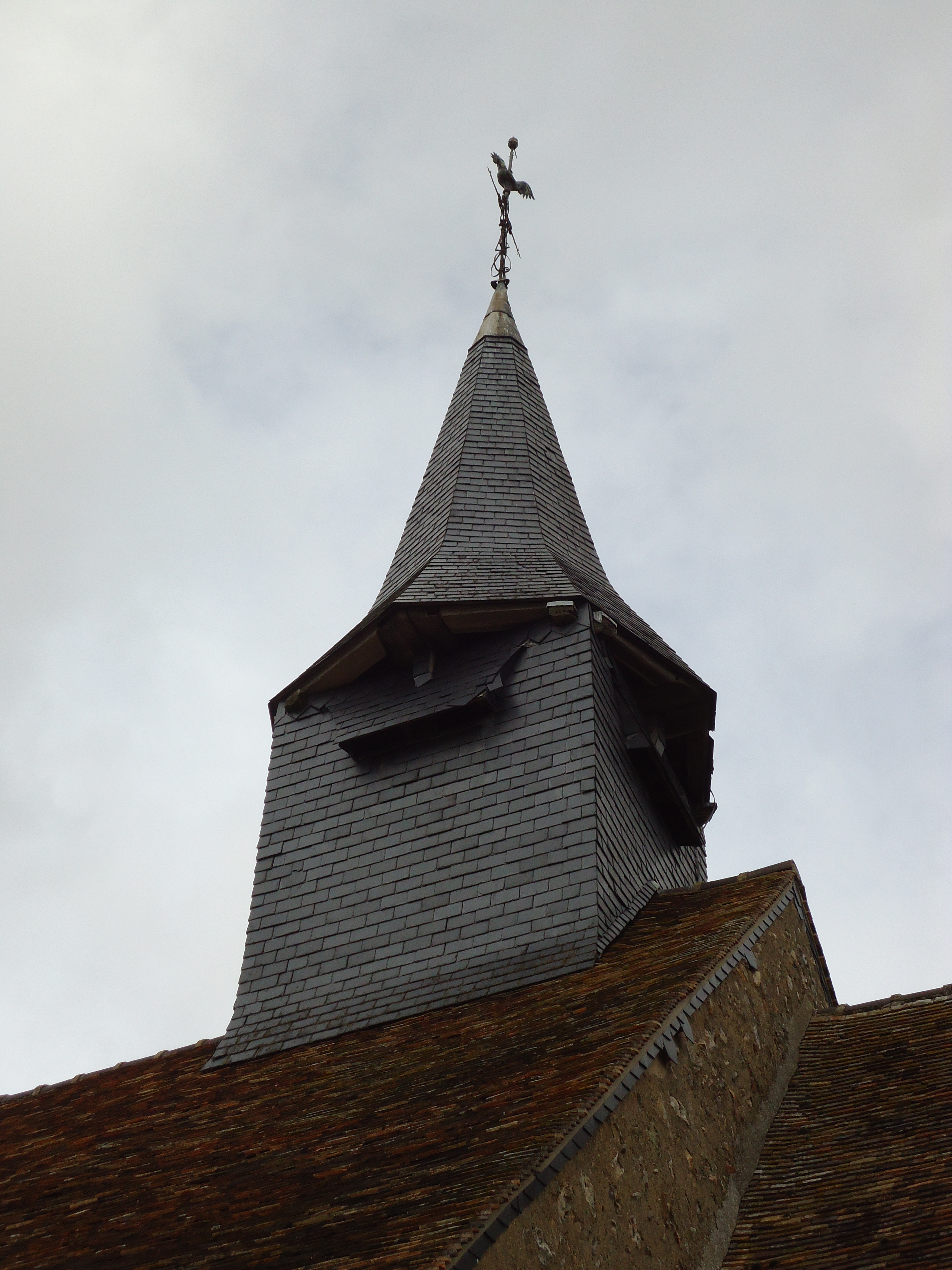
Le clocheton.

L'intérieur laisse apparaître une charpente du XVIe siècle, indépendante des murs non-porteurs, reposant sur de nombreuses chandelles de bois, dont certaines sont ornées de blasons sculptés. Le chœur est séparé de la nef par une ouverture voûtée en plein cintre. Les premières marches de l'escalier menant à la chaire sont en pierre calcaire, prolongé par une volée de marches en bois. La porte menant à la sacristie, datant du XVe ou XVIe siècles, est notoirement renforcée.

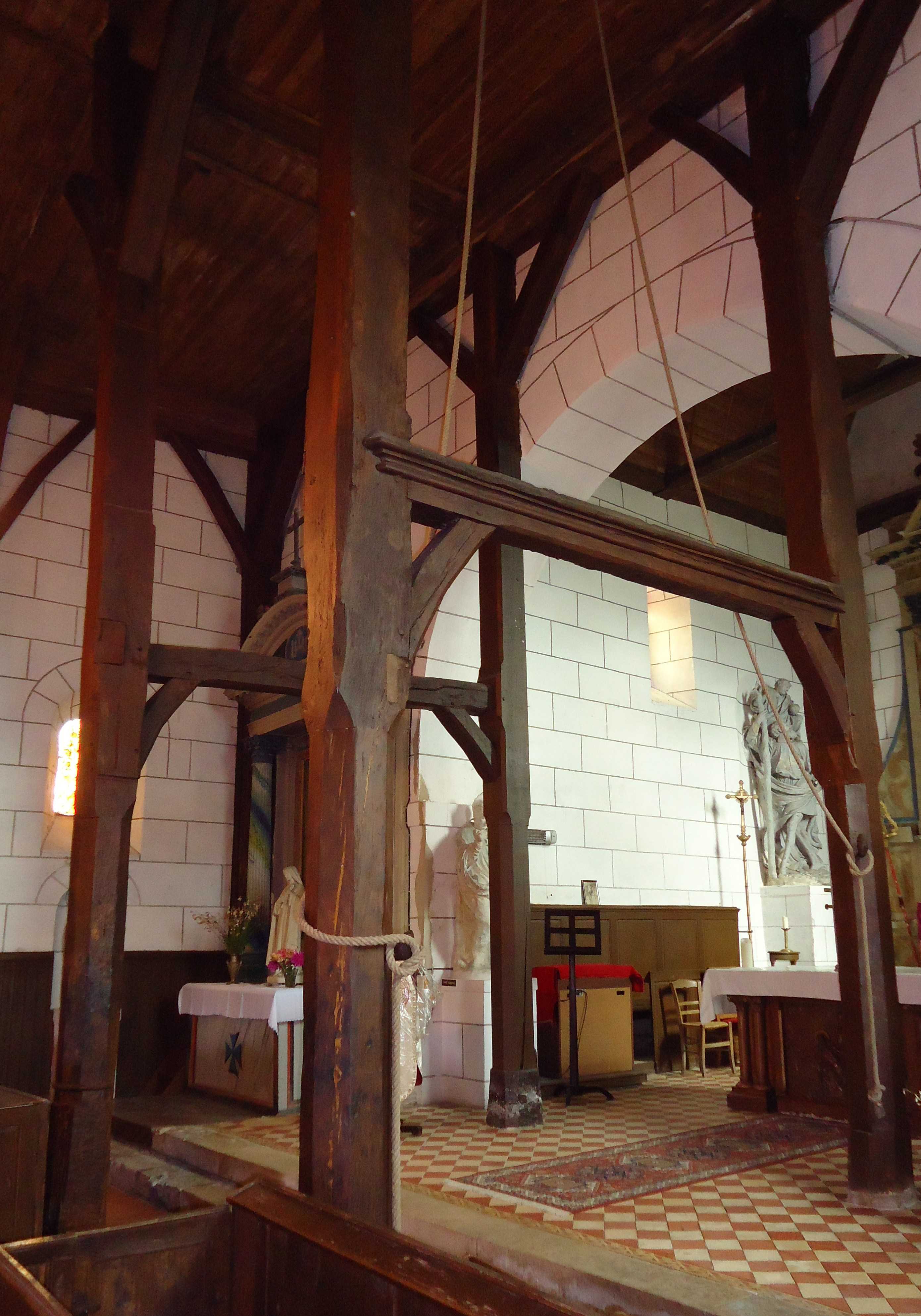
La charpente intérieure.
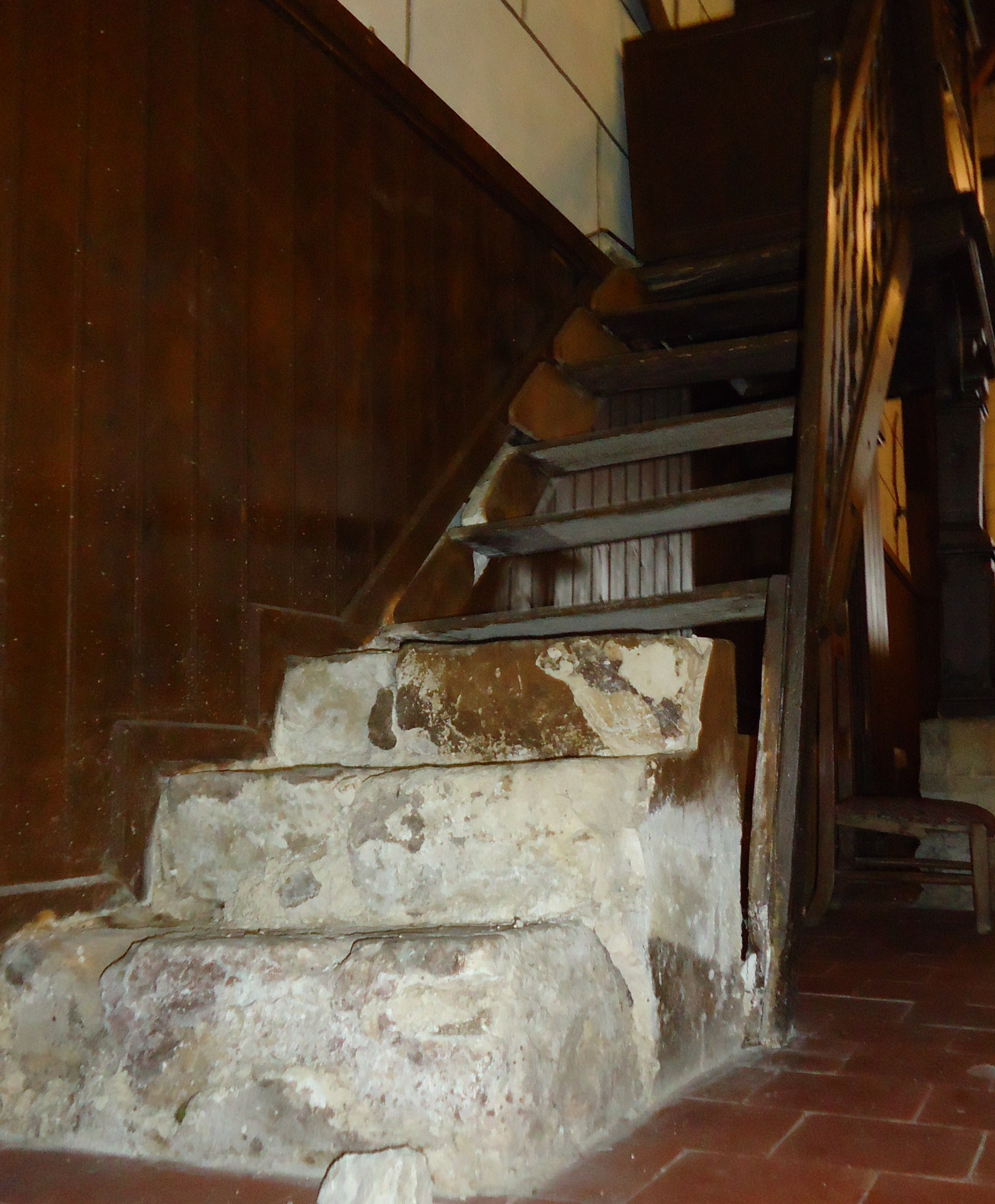
L'escalier de la chaire.
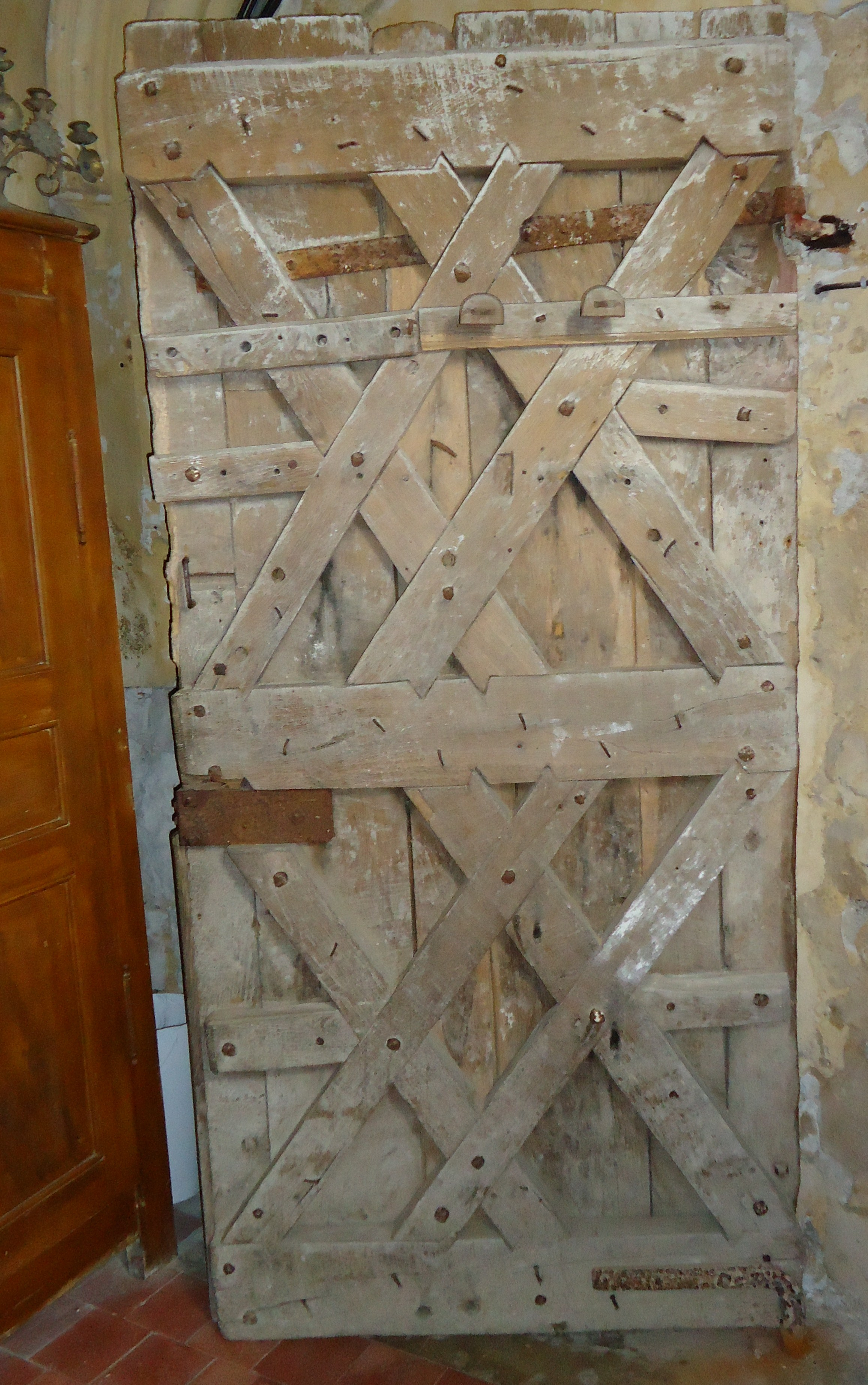
La porte de la sacristie.

## Mobilier
Une partie de la statuaire est en double exemplaire, l'église renferme en effet une partie des œuvres de l'ancienne église du village voisin de Saint-Vigor, vendue en 1811, puis détruite. L'œuvre principale est un groupe sculpté en pierre du XVIe siècle, représentant saint Christophe portant l'enfant Jésus, recouvert d'un badigeon gris au XIXe siècle, classé monument historique au titre d'objet en 1975.
Les fonts baptismaux, en pierre taillée du XVIe siècle, reposent sur un socle en calcaire plus ancien et sont classés monuments historiques au titre d'objet. Ils se présentent sous la forme d'une cuve octogonale, posée sur un piédestal, sculptée aux motifs d'arcatures et d'un écu portant chevron et trois coquilles, et ornée de feuilles de chardons et de houblons.
Le retable du maître-autel présente un tableau intitulé L'adoration des mages, de la fin du XVIIe siècle, restauré en 2012.

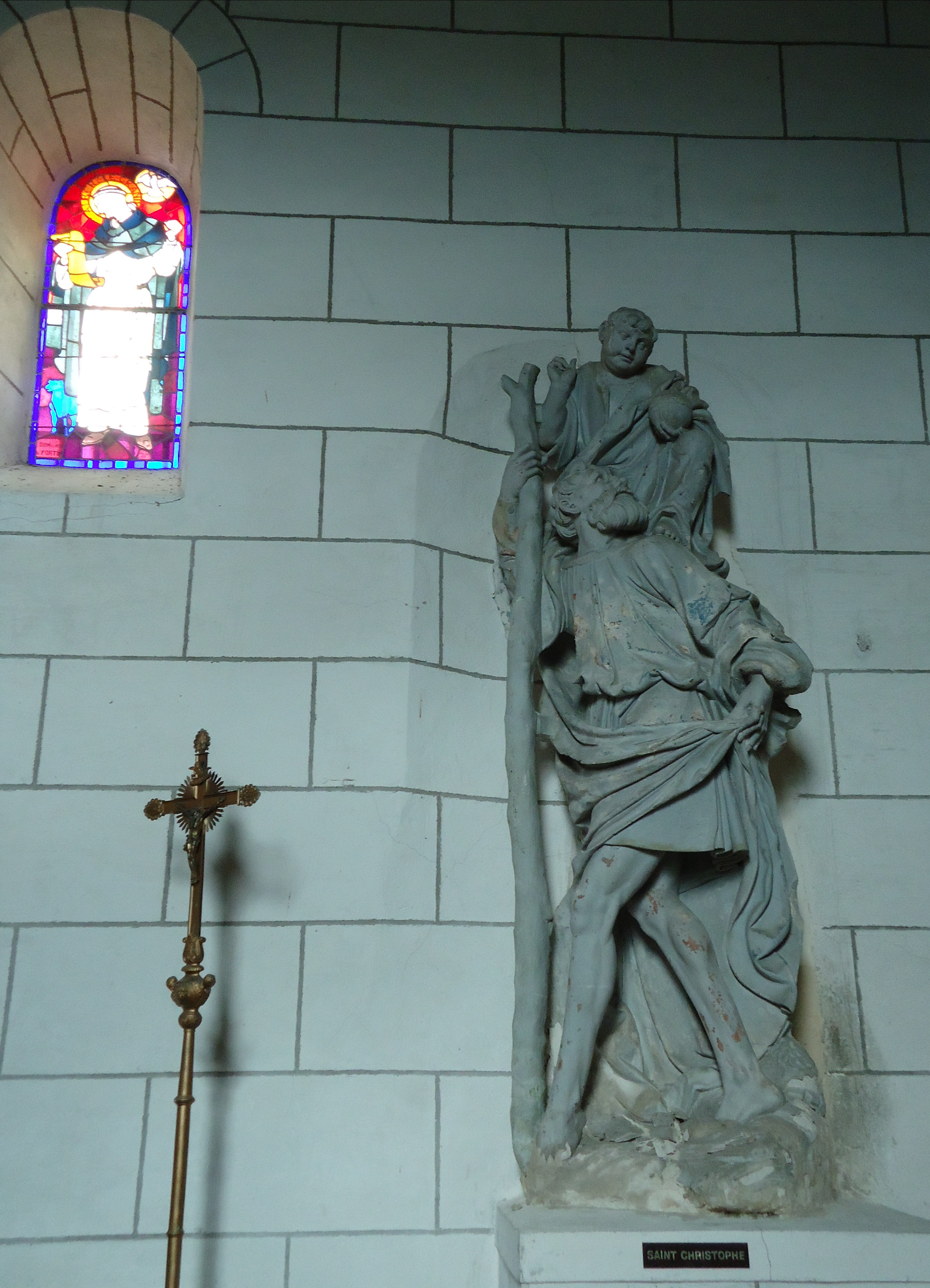
La statue de saint Christophe.
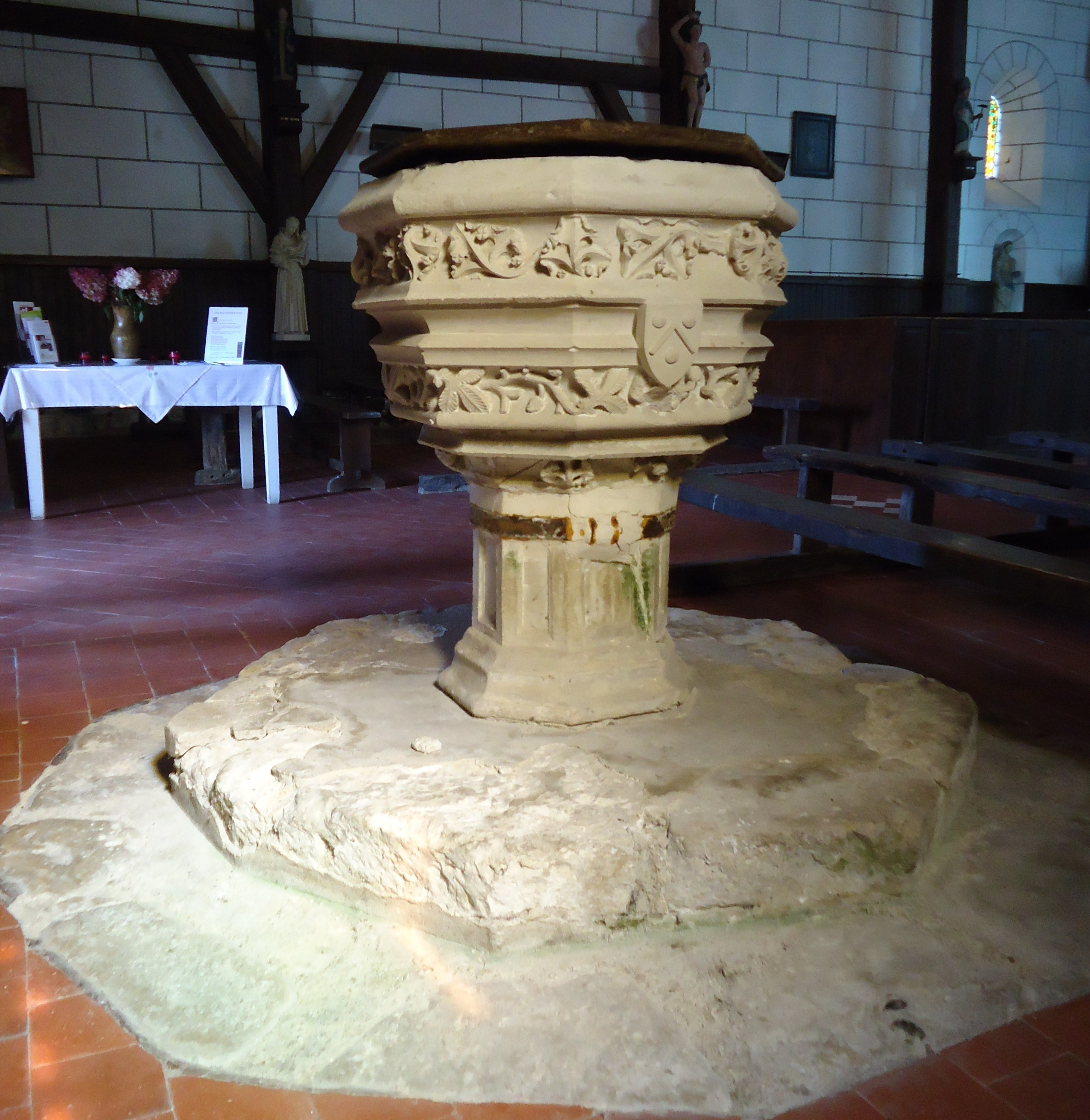
Les fonts baptismaux.
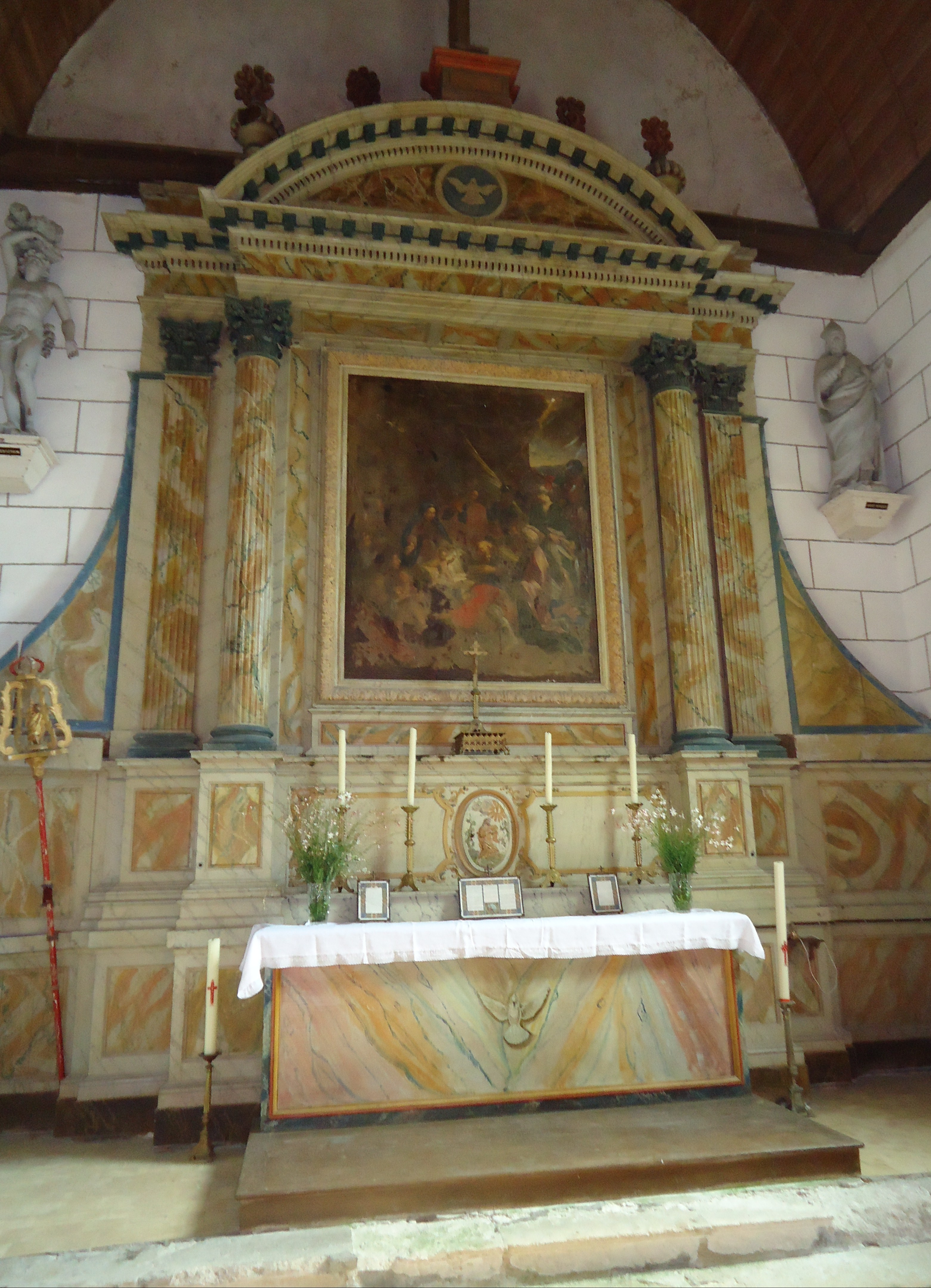
Le retable et son tableau.

## Protection
L'église est inscrite au titre des monuments historiques par arrêté du 17 avril 1926.